# 홍석준 (1966년)
홍석준(洪碩晙, 1966년 5월 17일~)은 공무원 출신 대한민국의 정치인이다. 제21대 국회의원을 지냈다.

## 학력
- 1973~1979: 서도초등학교 졸업
- 1979~1982: 평리중학교 졸업
- 1982~1985: 달성고등학교 졸업
- 1985~1992: 계명대학교 경영학 학사
- 1994~1995: 서울대학교 행정대학원 행정학 석사

## 경력
- 1996: 제1회 지방고등고시 합격
- 대구광역시 달서구청 민원봉사과장
- 대구광역시 달서구 본동 동장
- 대구광역시청 월드컵총괄기획팀장
- 대구광역시청 산업지원기계금속과장
- 대구광역시청 창조과학산업국장
- 대구광역시청 미래산업추진본부장
- 대구광역시청 경제국장
- 계명대학교 특임교수

### 의정 활동
- 2020. 5.~2024. 5. 제21대 국회의원(대구 달서구 갑, 미래통합당→국민의힘, 초선)
  - 2020. 7.~2021. 8. 제21대 국회 전반기 환경노동위원회 위원
  - 제21대 국회 전반기 환경노동위원회 환경법안심사소위원회 위원
  - 제21대 국회 전반기 환경노동위원회 예산결산기금심사소위원회 위원장
  - 2020. 7.~2021. 5. 제21대 국회 전반기 예산결산특별위원회 위원
  - 2020. 7.~2024. 5. 서민금융활성화 및 소상공인포럼 구성의원
  - 2020. 7.~2024. 5. 국회 미래정책연구회 구성의원
  - 2021. 8.~2022. 5. 제21대 국회 전반기 과학기술정보통신위원회 위원
  - 2021. 10.~2021. 11. 제21대 국회 감사원장(최재해) 임명동의에 관한 인사청문특별위원회 위원
  - 2022. 5.~2022. 5. 제21대 국회 전반기 국회운영위원회 위원
  - 2022. 7.~2023. 4. 제21대 국회 후반기 국회운영위원회 위원
    - 제21대 국회 후반기 국회운영위원회 국회운영개선소위원회 위원

  - 2022. 7.~2024. 5. 제21대 국회 후반기 과학기술정보통신위원회 위원
    - 제21대 국회 후반기 과학기술정보방송통신위원회 과학기술원자력법안심사소위원회 위원
    - 제21대 국회 후반기 과학기술정보방송통신위원회 예산결산심사소위원회 위원

  - 2022. 7.~2022. 7. 제21대 국회 후반기 예산결산특별위원회 위원
- 2020. 8. 국민의힘 중산층·서민경제위원회 위원장
- 2020. 9.~2024. 1. 국민의힘 대구 달서구 갑 당협위원장
- 2020. 10. 국민의힘 약자와의 동행 위원회 정책동행분과 위원
- 2020. 12. 국민의힘 노동혁신특별위원회 위원
- 2020. 12.~2021. 3. 국민의힘 4.7 재보궐선거 공약개발단 공통공약 개발단 공정경쟁팀 위원
- 2021. 3.~2021. 4. 국민의힘 4.7 재보궐선거 중앙선거대책위원회 중산층·서민경제본부장
- 2021. 8.~2021. 11. 국민의힘 윤석열 제20대 대통령 선거 예비후보 국민캠프 지역균형발전위원회 위원장
- 2021. 10.~2021. 11. 국민의힘 윤석열 제20대 대통령 선거 예비후보 국민캠프 지역본부 권역별 선거대책위원회 대구광역시 선거대책위원장
- 2021. 12.~2022. 1. 국민의힘 선거대책위원회 정책총괄본부 민생회복정책추진단 지방자치정책추진 본부장
- 2021. 12.~2022. 3. 국민의힘 대구를 살리는 선거대책위원회 정책공약본부장
- 2022. 1.~2022. 3. 국민의힘 제20대 대통령선거 정책본부 민생회복정책추진단 지방자치정책추진 본부장
- 2022. 3.~2022. 5. 제20대 대통령직인수위원회 지역균형발전특별위원회 위원 겸 대구경북 통합신공항 TF 위원
- 2022. 4.~2023. 4. 국민의힘 원내부대표
- 2022. 7.~2022. 7. 국민의힘 당 상임위원장 후보자 선출 선거관리위원회 위원
- 2022. 9: 국민의힘 규제개혁추진단장
- 2022. 10.~2022. 10. 국민의힘 당 국회부의장 후보자 선출 선거관리위원회 위원
- 2022. 12.~2022. 12. 국민의힘 당 상임위원장 후보자 선출 선거관리위원회 위원
- 2023. 3.~2023. 4. 국민의힘 원내대표와 국회 운영위원장 선출을 위한 선거관리위원회 위원
- 2023. 5: 국민의힘 일본 후쿠시마 원전 오염수 방류와 관련한 검증 태스크포스 위원
- 2023. 5.~2023. 6. 국민의힘 최고위원 선출을 위한 보궐선거 선거관리위원회 위원
- 2023. 8: 국민의힘 아파트 무량판 부실공사 진상규명 및 국민안전 TF 위원
- 2023. 8.~2024. 4. 국민의힘 과학기술 특별위원회 위원
- 2023. 11.~2023. 11. 국민의힘 최고위원 선출을 위한 보궐선거 선거관리위원회 위원
- 2023. 11.~2024. 2. 국민의힘 뉴시티프로젝트 특별위원회 위원
- 2024. 2.~2024. 4. 국민의힘 22대 총선 공약개발본부 규제개혁TF 단장
- 2024. 3.~2024. 4. 국민의힘 4·10 총선 중앙선거대책위원회 총괄선거대책본부종합상황실 부실장

## 논란
공직선거법 위반 혐의로 기소되어 1심에서 당선무효형에 해당하는 벌금 700만 원을 선고받았다. 홍석준 의원은 제21대 국회의원 선거를 앞두고 예비후보 시절 본인만 전화로 전화 홍보를 할 수 있음에도 자원봉사자들에게 총 1,200여 통의 홍보 전화를 하도록 시킨 혐의로 재판에 넘겨졌으며 선거운동원으로 등록하지 않은 자원봉사자 A씨에게 현금을 지급한 혐의도 받고 있다. 재판 과정에서 홍석준 의원은 "회계 책임자를 통해 송금한 것이지 직접 관여한 바가 없기 때문에 위법성에 대한 인식이 없었다"고 주장했지만 재판부는 "A씨는 피고인을 위해 홍보 활동 등을 한 것이고, A씨의 업무 수행에 대한 결정 권한 역시 피고인이 갖고 있었다"며 "피고인이 A씨가 유급으로 일하는 사람임을 알았던 만큼 대가가 지급된 것은 실질적으로 피고인의 행위로 판단할 수 있다"고 판결 이유를 설명하였다.
이후 대법원에서 벌금 90만 원으로 대폭 감형되어 의원직을 유지했다. 그러나 이 여파로 제22대 총선을 앞두고 유영하에게 밀려 컷오프의 수모를 당하고 말았다.

## 역대 선거 결과
| 실시년도 | 선거   | 대수 | 직책     | 선거구         | 정당       | 득표수    | 득표율          | 순위 | 당락 | 비고 |
| -------- | ------ | ---- | -------- | -------------- | ---------- | --------- | --------------- | ---- | ---- | ---- |
| 2020년   | 총선   | 21대 | 국회의원 | 대구 달서구 갑 | 미래통합당 | 54,700 표 | \| \| 57.61% \| | 1위  |      | 초선 |
|          | 57.61% |      |          |                |            |           |                 |      |      |      |

## 같이 보기
- 달서구 갑
- 대구 달서구의 국회의원

## 한심한 사람도 언론에나와 발버둥치는거는 못하게 합시다. 주위를 보고 고민좀 하는 사람이 되었으면 합니
1. ↑  “선거법 위반 홍석준 국회의원, 벌금 700만원 '당선무효형' - 매일신문”. 2021년 1월 2일에 확인함.
2. ↑  '선거법 위반' 홍석준 벌금 90만원 대법 확정…의원직 유지 - 뉴시스